# 민동석
민동석(閔東石, 1952년 1월 11일)은 대한민국의 공무원이다. 전라남도 해남 출생으로 유네스코 한국위원회 사무총장을 역임하였다. 1979년 외시 제13회에 합격, 외무부 총영사관, 주휴스턴 총영사관 총영사, 농림부 차관보, 외교부 제2차관 등을 역임했다.

## 개요
해남군 해남읍 복평리 출신이다. 마산서초등학교와 경기고등학교를 거쳐, 한국외국어대학교 노어학과를 나왔다. 1979년 4월 제13회 외무고시에 합격하여 외무사무관이 되었다. 1985년 우루과이 라운드 서비스협상 대한민국측 대표단의 한 사람으로 참여하였다. 1989년에 주 제네바 대표부 1등 서기관으로 임명받았으며, 1993년에는 주미대사관 1등 서기관으로 발령받게 된다. 1996년 2월 1일 외무부 통상국 통상기구과장이 되었다. 1998년 3월 1일 부이사관 외교통상부 기획관리실 기획예산담당관, 2004년 주휴스턴 총영사관 총영사로 부임했다. 같은 해 2004년 텍사스주 명예국무장관으로 위촉 받기도 했으며 2005년 3월 미국 텍사스주 정부로부터 명예시민증을 받았다. 2006년 5월부터 2008년 7월까지 농림수산부 차관보 겸 농업통상 정책관으로 일을 하였다.
2008년 미국과 한미 쇠고기 협상 수석대표를 맡아 정운천 장관과 함께 소고기 시장을 전면 개방한 총책임자로 같은 해 촛불시위 등의 여파로 사퇴하였다. 그는 직원들에게 보낸 퇴임사 메일에서 "피말리는 협상을 마친 뒤 갑자기 닥쳐온 정치적 광란의 파도에 휩쓸리게 됐다. 근거없는 괴담과 선전선동의 거대한 물결을 온몸으로 거슬러 나갔으나 귀를 막은 사람들에게는 소용이 없었다”라는 말을 남겼다.
2008년 11월부터 2010년 10월까지 외교통상부 외교역량 평가단 단장으로 근무하였다.
2009년 3월 3일 정운천 당시 농림수산식품부 장관과 정식으로 MBC PD수첩 제작진을 명예훼손으로 고소했으며, 이에 검찰은 명예훼손에 업무방해 혐의를 추가해 조능희 전 PD수첩 CP를 비롯한 제작진 6명에게 검찰에 나오라고 소환장을 발부한 바 있다. 1심 재판부는 전원무죄판결, 자신의 저서에서 촛불집회를 비판하고 재판에 대해서 불만을 강하게 표현하였다.
2010년 외교부 제2차관을 거쳐 2012년 10월부터 2016년 10월까지 유네스코한국위원회 사무총장으로 재임하였다.

## 저서
- 《대한민국에서 공직자로 산다는 것-협상대표는 동네북인가?》, 나남신서, 2010년 7월 1일
- 《위기의 72시간-두 외교관의 허리케인 카트리나 보고》, 아리샘, 2007년 8월 10일

## 상훈
- 2004년 12월  미국 텍사스주 명예국무장관(한국-텍사스 주간 경제 협력을 위해 애쓴 공로)
- 2005년 12월 30일 홍조근정훈장
- 1987년 12월 31일 외무부장관 표창

## 같이 보기
- 2008년 대한민국 미국산 쇠고기 수입 협상 논란
- 김종훈
- 정운천